# خاسینتو استوا گرو
خاسینتو اِسـِتوا گرو (کاتالونیایی: Jacinto Esteva Grewe؛ ۱ ژانویهٔ ۱۹۳۶ – ۹ سپتامبر ۱۹۸۵) کارگردان فیلم و تهیه‌کننده فیلم اهل اسپانیا بود.
او یکی از بنیان‌گذاران مکتب فیلم‌سازی بارسلونا محسوب می‌شود.